# United States Wrestling Association
Die United States Wrestling Association (USWA)  ist ein ehemaliger US-amerikanischer Wrestlingverband mit Sitz in Memphis, Tennessee. Die Promotion wurde 1989 von Jerry Jarret und Jerry Lawler gegründet, ihre Auflösung erfolgte 1997.

## Geschichte
Die Geschichte der USWA begann im Jahr 1989, als sich die Continental Wrestling Association, World Class Wrestling Association und die American Wrestling Association mit mehreren Kleinligen verbanden und damit der Versuch gestartet wurde, neben der World Wrestling Federation und World Championship Wrestling eine dritte nationale Wrestling-Organisation zu etablieren.
Allerdings hielt dieses Zweckbündnis nicht lange und so begann man die neue Liga rund um die Söhne der Besitzer, Jeff Jarrett und Brian Christopher, aufzubauen. Das hatte jedoch zur Folge, dass viele Wrestler dieser Liga einer Verpflichtung bei der WWF nachkamen und die USWA verließen. So wurde schließlich die USWA als Farmliga der WWF angesehen, zumal sie jener durch Verträge zugesichert hatte, sich ihren Nachwuchs aus den Reihen der USWA holen zu dürfen.
Als aber auch der mehrfache USWA-Champion Jeff Jarrett 1993 bei der WWF unterschrieben hatte, galt die Liga als inaktiv und wurde im November 1997 geschlossen.